# Кутузов, Алексей Михайлович
Алексе́й Миха́йлович Куту́зов (в «ЭCБЕ», вероятно ошибочно, назван «Александром»; 1748—1791) — известный в своё время русский мистик, алхимик, переводчик с немецкого. Близкий друг А. Н. Радищева. В среде московских мартинистов был известен под братским именем Velox (лат. Быстрый).

## Биография
Перейдя в 1766 году из Московского университета в Лейпцигский, пробыл там до 1770 года и завязал связи с немецкими розенкрейцерами. Недолго был на военной службе. Близко сойдясь с Новиковым, Кутузов вступил в ряды масонов. Деятельный член дружеского общества и типографической компании, делами которой одно время заведовал, Кутузов старался привлечь к мартинистам своего друга, А. Н. Радищева, но безуспешно. В свою очередь и Радищев не смог заинтересовать погруженного в мистические умозрения Кутузова общественными вопросами, хотя и посвятил ему своё знаменитое «Путешествие из Петербурга в Москву».
Кутузов был близок и к Карамзину. В 1787 году Кутузов, по поручению московских розенкрейцеров, поехал в Берлин для изучения высших орденских упражнений, химии и алхимии. Перевёл «Таинство креста» и т. д. (М. 1784; анонимно, вместе с Багрянским); Парацельса, «Химический псалтырь или философские правила о камне мудрых» (М., 1784; алхимическое сочинение, сожжённое после разразившейся над Новиковым грозы); Клопштока, «Мессия», поэма (М., 1785—1787; первые две части, переведены прозой); Эд. Юнга, «Плач или нощные мысли» и т. д. (М., 1785). 2-е изд. «Мессии» (СПб., 1820) появилось сразу с остальными двумя частями; по мнению Лонгинова, перевод Кутузова был закончен Карамзиным. Переписка Кутузова была напечатана в «Русской старине» в 1874 году.
Есть мнение, что в той же «Русской старине» за 1896 год, в т. 88-м, в статье «Товарищи и птенцы Н. И. Новикова (их взаимная переписка)», на страницах 321—365 помещены 8 писем А. М. Кутузова, написанных им лично из Берлина в 1791 году. На стр. 361, приведено последнее известное письмо А. М. Кутузова — князю Н. Н. Трубецкому, датированное 4 июля 1791 года. Письмо было отправлено из Берлина. Следовательно, делают отдельные исследователи вывод, что Алексей Михайлович Кутузов скончался в Берлине, летом 1791 года.
Н. М. Карамзин в «Письмах русского путешественника», в своём письме (из Берлина, 30 июня 1789) косвенно подтверждает эту дату смерти А. М. Кутузова:
В последнюю ночь нашего путешествия, приближаясь к Берлину, начинал я думать, что там делать буду и кого увижу. Ночью всякие мечты воображения бывают живее, и я так ясно представил себе любезного А * {Алексея Михайловича Кутузова, добродушного и любезного человека, который через несколько лет после того умер в Берлине, быв жертвою несчастных обстоятельств.}, идущего ко мне навстречу с трубкой и кричащего: «Кого вижу? брат Рамзей в Берлине?».
Однако данные факты опровергаются записями М. М. Ковалевского, который цитирует письма А. М. Кутузова (опубликованные Я. Л. Барсковым в Переписке московских масонов XVIII века. 1780—1792 гг. от марта и апреля 1792 года). Так, в письме к госпоже Плещеевой от марта 1792 года читаем: «Несчастная Франция! сия прекрасная земля приносится в жертву ложной философии и нескольким вскруженным головам. Дай, Боже! чтобы сей плачевный пример открыл глаза монархам и показал бы им ясно, что христианская религия есть единственное основание народного благосостояния и их собственной законной власти». В апрельском письме 1792 года к Н. Н. Трубецкому есть такая фраза: «истинный свободный каменщик должен быть непримиримым врагом всякого возмущения против законной власти и общественного блага». Поскольку публикации в «Русской старине» были сделаны задолго до опубликования тайной переписки московских масонов в 1915 году, в которой имеются письма А. М. Кутузова за 1792 год, версия о смерти А. М. Кутузова в 1792 году представляется более достоверной. Однако есть основания полагать, что А. М. Кутузов прожил и дольше. В архиве дел Тайной экспедиции Сената содержится дело, датированное 1797 годом, под заглавием «О дозволении Алексею Кутузову, замешенному в деле о Новикове, возвратиться в Россию».